# باريس (نيويورك)
باريس (بالإنجليزية: Paris, New York)‏ هي بلدة أمريكية تقع في الولايات المتحدة في مقاطعة أونيدا، نيويورك. يقدر عدد سكانها بـ 4,411 نسمة ومساحتها 81.5 كم2 وترتفع عن سطح البحر 396 متر.

## أعلام
- موسى كلارك وايت
- إدوارد تومبكينز
- آزا غراي